# 苯甲酰胺
苯甲醯胺是一種灰白色固體，其化學式為C6H5CONH2。它是苯甲酸的衍生物。微溶於水，以及溶於許多有機溶劑。

## 化學衍生物
許多苯甲醯胺的衍生物存在, 包括:
止痛藥
- 乙柳醯胺
- 水楊醯胺

止吐藥/促動力藥
- 阿立必利
- 西沙必利
- 氯波必利
- 多潘立酮
- 伊托必利
- 胃復安
- 莫沙必利
- 普盧卡必利
- 倫扎必利
- 曲美

抗精神病藥
- 氨磺必利
- 瑞莫必
- 舒必利
- 舒托必利
- 泰必利

其他
- 依替必利
- 雷氯必利
- 甲基芐肼
- 金字塔 (吡啶乙基苯甲酰胺)[1]

## 外部連結
- Physical characteristics
- 1309016066 於 GPnotebook